# Srindravarman
Srindravarman là vị vua của đế quốc Khmer từ năm 1295 đến năm 1308. Ông đã lên nắm quyền lực sau khi cha vợ của ông là Jayavarman VIII thoái vị. Srindravarman là một tín đồ Phật giáo Thượng tọa bộ và khi lên ngôi, ông đã chọn làm quốc giáo. Theo truyền thuyết, ông có vũ khí đặc biệt, một con dơi làm bằng thiết mộc.
Năm 1296, Chu Đạt Quan theo lệnh Nguyên Thành Tông đã đi sứ sang Chân Lạp và ghi lại thành sách Chân Lạp phong thổ ký sau khi lưu trú hơn một năm tại kinh đô Angkor.